# Los Azóguez
Los Azóguez är en ort i Mexiko.   Den ligger i kommunen San Joaquín och delstaten Querétaro Arteaga, i den centrala delen av landet, 180 km norr om huvudstaden Mexico City. Los Azóguez ligger 1 475 meter över havet och antalet invånare är 166.
Terrängen runt Los Azóguez är bergig norrut, men söderut är den kuperad. Runt Los Azóguez är det ganska glesbefolkat, med 42 invånare per kvadratkilometer. Närmaste större samhälle är Pinal de Amoles, 19,7 km norr om Los Azóguez. I omgivningarna runt Los Azóguez växer i huvudsak blandskog.